# Dallas Jaye
Dallas Jaye (Danville, 19 giugno 1993) è un ex calciatore statunitense naturalizzato del Guam, di ruolo portiere.

## Carriera
Nato a Danville in California, ha giocato nel college dell'University of South Florida e nella Xavier University. Parallelamente ha avuto modo di gareggiare nelle leghe minori americane come i FC Tucson (United Soccer Leagues Premier Development League) e dal 2016 con gli FC Cincinnati (United Soccer Leagues Professional Division), la terza lega statunitense. 
Nell'ottobre 2017 non viene esercitata l'opzione per il riscatto.
Il 20 dicembre 2017 passa ai Phoenix Rising.

### Nazionale
Ha fatto il suo debutto internazionale con la nazionale di calcio di Guam nel 2012.

## Statistiche

### Cronologia presenze e reti in nazionale
| Cronologia completa delle presenze e delle reti in nazionale ― Guam | Cronologia completa delle presenze e delle reti in nazionale ― Guam | Cronologia completa delle presenze e delle reti in nazionale ― Guam | Cronologia completa delle presenze e delle reti in nazionale ― Guam | Cronologia completa delle presenze e delle reti in nazionale ― Guam | Cronologia completa delle presenze e delle reti in nazionale ― Guam | Cronologia completa delle presenze e delle reti in nazionale ― Guam | Cronologia completa delle presenze e delle reti in nazionale ― Guam |
| Data                                                                | Città                                                               | In casa                                                             | Risultato                                                           | Ospiti                                                              | Competizione                                                        | Reti                                                                | Note                                                                |
| ------------------------------------------------------------------- | ------------------------------------------------------------------- | ------------------------------------------------------------------- | ------------------------------------------------------------------- | ------------------------------------------------------------------- | ------------------------------------------------------------------- | ------------------------------------------------------------------- | ------------------------------------------------------------------- |
| 30-05-2021                                                          | Suzhou                                                              | Guam                                                                | 0 – 7                                                               | Cina                                                                | Qual. Mondiali 2022                                                 | -7                                                                  |                                                                     |
| 11-06-2021                                                          | Sharjah                                                             | Filippine                                                           | 3 – 0                                                               | Guam                                                                | Qual. Mondiali 2022                                                 | -3                                                                  |                                                                     |
| Totale                                                              |                                                                     | Presenze                                                            | 2                                                                   |                                                                     | Reti                                                                | -10                                                                 |                                                                     |